# Бирбине
Бирбине (лит. birbynė) — литовский народный деревянный духовой музыкальный инструмент с одинарной или двойной тростью.
Пастухами изготавливался из дерева, коры, рога, соломины, гусиных перьев.В XIX в., под влиянием классических инструментов, таких как кларнет, бирбине был усложнен и используется при исполнении профессиональной музыки. Современный бирбине изготавливается из дерева, на нижний конец надевается роговой раструб. Длина ствола инструмента — около 200 мм. На его корпусе проделано 4 и более игровых отверстий. В верхний конец ствола инструмента вставляется мундштук с одинарной или двунарной тростью. Звучание инструмента резкое, звукоряд диатоничный с квартовым скачком внизу. Бирбине подразделяются на три категории: сопрано, тенор и бас.